# Паркдейл (Мічиган)
Паркдейл (англ. Parkdale) — переписна місцевість (CDP) в США, в окрузі Меністі штату Мічиган. Населення — 607 осіб (2020).

## Географія
Паркдейл розташований за координатами 44°16′19″ пн. ш. 86°16′50″ зх. д. / 44.27194° пн. ш. 86.28056° зх. д. (44.272021, -86.280533).  За даними Бюро перепису населення США в 2010 році переписна місцевість мала площу 4,01 км², уся площа — суходіл.

## Демографія
Згідно з переписом 2010 року, у переписній місцевості мешкали 704 особи в 254 домогосподарствах у складі 155 родин. Густота населення становила 176 осіб/км².  Було 299 помешкань (75/км²).
Расовий склад населення:
| - 92,6 % — білих - 3,7 % — корінних американців - 0,9 % — вихідців з тихоокеанських островів - 0,7 % — чорних або афроамериканців - 0,1 % — азіатів |

До двох чи більше рас належало 1,6 %. Частка іспаномовних становила 2,1 % від усіх жителів.
За віковим діапазоном населення розподілялося таким чином: 11,2 % — особи молодші 18 років, 52,0 % — особи у віці 18—64 років, 36,8 % — особи у віці 65 років та старші. Медіана віку мешканця становила 55,5 року. На 100 осіб жіночої статі у переписній місцевості припадало 91,8 чоловіків;  на 100 жінок у віці від 18 років та старших — 91,1 чоловіків також старших 18 років.
Середній дохід на одне домашнє господарство  становив 45 117 доларів США (медіана — 35 833), а середній дохід на одну сім'ю — 58 914 долари (медіана — 56 250). Медіана доходів становила 38 000 доларів для чоловіків та 34 500 доларів для жінок. За межею бідності перебувало 14,6 % осіб, у тому числі 22,5 % дітей у віці до 18 років та 9,5 % осіб у віці 65 років та старших.
Цивільне працевлаштоване населення становило 253 особи. Основні галузі зайнятості: освіта, охорона здоров'я та соціальна допомога — 18,6 %, роздрібна торгівля — 14,2 %, виробництво — 14,2 %.